# Нікольський морський собор
Нікольський морський собор (офіційна назва Морський собор Святителя Миколи Чудотворця та Богоявлення) — великий православний храм у стилі єлизаветинського бароко, розташований в Санкт-Петербурзі на Нікольській площі.
Храм відноситься до Санкт-Петербурзької єпархії Російської православної церкви. Настоятель храму (до 1999 року останній був катедральним у Санкт-Петербурзькій єпархії) з 1987 року — протоієрей Богдан Сойко — є уродженцем (25.08.1938) села Деражне (Костопільський район, Рівненська область, Україна); співпрацював з Генеральним консульством України в Санкт-Петербурзі.

## Історія
За переказами Петро I, який побував в Астрахані, захоплювався храмом Святителя Миколая і побажав бачити такий же храм у столиці. Але за життя Петра побудовано такий храм не було.
У XVIII столітті на місці Никольської площі знаходився плац Морського полкового двору. Для лейб-гвардії морського екіпажу в 1743 році в центрі площі була збудована дерев'яна церква. Однак через вологий клімат церква стала швидко руйнуватися. Тоді за клопотанням генерал-адмірала, президента Адміралтейств-колегії князя М. Голіцина перед імператрицею Єлизаветою було вирішено збудувати муровану церкву за зразком Астраханської. Вона повинна була стати головним храмом Російського флоту. Розташований собор на березі Крюкова каналу.
Нікольський морський собор був побудований в період з 1753 по 1762 рік (архітектор С. І. Чевакинський) на місці дерев'яного храму. Собор вміщує близько п'яти тисяч чоловік одночасно. Окремо стоїть чотириярусна, завершена високим шпилем дзвіниця, яка була зведена в 1755–1758 роках. Хрестоподібна в плані будівля Нікольського морського собору прикрашена коринфськими колонами, зібраними в пучки, ліпними наличниками, широким антаблементом і увінчана позолоченим пятиглав'ям. Багату пластику фасаду доповнюють балкони з візерунковими кованими решітками.
Нижня трьохпридільна Нікольська церква освячена в ім'я святого Миколи Чудотворця, який традиційно вважається покровителем плаваючих і подорожуючих, верхня однопрестольна церква — в ім'я Богоявлення Господнього. В них збереглися XVIII століття, різьблені іконостаси виконані І. Ф. Канаєвим і С. Нікуліним. Образа написали брати Колокольникови: Федот у верхній, Міна в нижній церкви.
У 1760 році була освячена нижня церква в ім'я Святителя Миколая, а пізніше — верхня церква в ім'я Богоявлення Христового.
При освяченні собор найменовано морським, в ньому відзначалися перемоги російського флоту. Головна святиня собору — грецька ікона святителя Миколи Чудотворця XVII століття з часткою його мощей — знаходиться в нижньому храмі.
За розпорядженням Катерини II храму були подаровані 10 образів на честь перемог російського флоту в битвах зі шведами й турками. З тих пір подарунки храму робили багато відомих людей: композитор Петро Ілліч Чайковський, поетеса Анна Ахматова.
В саду перед храмом, в 1908 році був споруджений Цусімський обеліск в пам'ять про загиблих при Цусімі, створений за проектом морського офіцера князя Путятіна.
При соборі з 1870 року діяло благодійне товариство зі школою, лікарнею, притулком і жіночою богодільнею. Після Жовтневої революції 1917 року Нікольський морський собор не закривався. Під час блокади тут уранці і ввечері щодня проводилися служби. З 1941 рік по 1999 рік собор був кафедральним. Тут жив Митрополит Ленінградський і Новгородський Алексій, майбутній Патріарх Алексій II.
У 2000 році в нижньому ярусі дзвіниці освячена каплиця.
19 квітня 2008 року митрополит Санкт-Петербурзький і Ладозький Володимир (Котляров) звершив чин освячення верхнього храму, Богоявленської церкви. У храм також були повернуті святині — старовинні, візантійської традиції, ікони живописців Колокольникових і ковчег з часточками мощей святих.
У верхньому храмі встановлено меморіальні дошки екіпажам АПЧ «Комсомолець» і інших затонулих радянських субмарин. У дні пам'яті відбуваються панахиди за членами екіпажів. З 2000 року в соборі здійснюється поминання моряків підводного човна «Курськ».